# Орлов, Владимир Николаевич (1868)
Князь Владимир Николаевич Орлов (31 декабря 1868  [12 января 1869], Брюссель — 29 августа 1927, castle of Bellefontaine) — генерал-лейтенант из рода Орловых, начальник Военно-походной канцелярии императора Николая II.

## Биография
Родился в Брюсселе. Сын генерала от кавалерии, генерал-адъютанта, чрезвычайного посланника и полномочного министра в Брюсселе, Париже и Берлине князя Николая Орлова (1827—1885) и княжны Екатерины Трубецкой (1840—1875). Брат генерал-майора Алексея Орлова.
В 1887 году поступил в младший специальный класс Пажеского корпуса, из которого выпущен был в 1889 году корнетом в лейб-гвардии Конный полк.
Чины: поручик (1893), штабс-ротмистр (1899), ротмистр (1901), полковник (1904), генерал-майор (1909, старшинство с 6 декабря 1909 года) с зачислением в Свиту), генерал-лейтенант (1915). Первое свитское звание флигель-адъютанта получил в 1903 году.
Участвовал в летних Олимпийских играх 1900 года в конном спорте. 7 января 1901 года назначен помощником начальника, а 26 августа 1906 года — начальником Военно-походной Его Императорского Величества канцелярии.
Долгое время был одним из самых доверенных людей Николая II. Добровольно выполнял функции личного шофера императорской фамилии, заведовал Собственным Его Императорского Величества гаражом. Негативно относился к Распутину, за что при принятии императором верховного главнокомандования был удалён от двора. 25 августа 1915 года назначен в распоряжение Наместника на Кавказе великого князя Николая Николаевича. 16 ноября 1915 года назначен помощником по гражданской части Наместника на Кавказе. 31 марта 1917 года уволен от службы по болезни с мундиром и пенсией. В конце 1917 года жил в имении Чаир в Крыму под домашним арестом вместе с великим князем Николаем Николаевичем при большевиках, затем выехал в ходе Крымской эвакуации (1919), эмигрировал во Францию.

## Семья
Первая жена княжна Ольга Константиновна Белосельская-Белозерская (12.11.1872, Карлсруэ — 1923), крестница княгини Е. П. Трубецкой и графа П. П. Шувалова, фрейлина, дочь князя К. Э. Белосельского-Белозерского и Н. Д. Скобелевой, сестры генерала от инфантерии М. Д. Скобелева. В обществе слыла первой модницей и самой элегантной женщиной Петербурга. В салоне её царила игра в карты и танцы.
- Их сын Николай (1896—28.05.1961, Лонг-Айленд), журналист, переводчик ООН (1946—1955)[5], с 1917 года был женат на княжне императорской крови Надежде Петровне (1898—1988), имели двух дочерей:
  - Ирина (1918—1989) — дважды замужем, двое детей от первого брака
  - Ксения (1921—1963), дважды замужем, в каждом браке родился ребёнок.

Вторая жена — графиня Елизавета Александровна Людерс-Веймарн (1883—1969), в первом браке за ротмистром Н. И. Кавелиным.

## Награды
- Орден Святого Станислава 3-й ст. (1901)
- Орден Святого Станислава 2-й ст. (1904)
- Орден Святой Анны 2-й ст. (1906)
- Орден Святого Владимира 4-й ст. (1908)
- Орден Святого Владимира 3-й ст. (1911)
- Орден Святого Станислава 1-й ст. (1913)
- Орден Святой Анны 1-й ст. (ВП 06.05.1915)
- Орден Святого Владимира 2-й ст. (Второе дополнение к ВП 06.05.1916)

Иностранные:
- румынский Орден Короны Румынии, офицерский крест (1896)[6]
- французский Орден Почётного легиона, кавалерский крест (1897)
- румынский Орден Короны Румынии, командорский крест (1899)
- мекленбург-шверинский Орден Грифона 4-й ст. (1901)
- ольденбургский Орден Заслуг герцога Петра Фридриха Людвига, кавалерский крест 1-го класса (1901)
- австрийский Орден Железной короны 3-й ст. (1902)
- итальянский Орден Святых Маврикия и Лазаря, командорский крест (1902)
- болгарский Орден «За военные заслуги» 3-й ст. (1902)
- французский Орден Почётного легиона, офицерский крест (1897)